# Sapor V
Sapor V, también conocido como Sapor-i Shahrvaraz, fue un usurpador sasánida quien reinó durante un corto periodo de tiempo en 630 hasta que fue depuesto en favor de Azarmidukht.

## Biografía
Sapor-i Shahrvaraz era el hijo de Shahrbaraz, el famoso general sasánida (spahbed) y brevemente rey de reyes (shahanshah). Su madre era una hermana de Cosroes II. En 630, después de la deposición de Boran, Sapor se convirtió en rey del Imperio sasánida pero fue depuesto poco después por los nobles sasánidas quienes no reconocían su gobierno. Fue sucedido por su prima Azarmedukht. Cuando esta se convirtió en reina de Persia, Farrukh Hormizd le propuso matrimonio, a lo que Sapor era favorable; no obstante, Azarmedukht declinó la propuesta y se enojó con Sapor por estar de acuerdo. Se desconoce lo que pasó después con Sapor.